# The Joy of Gunz
The Joy Of Gunz è il primo album dei Combichrist.

## Tracce
1. Intruder Alert - 3:41
2. Joy the World - 4:17
3. You Will Be the Bitch Now - 3:25
4. Winteryear - 3:36
5. Play Dead - 4:07
6. Turmoil - 2:54
7. Master Control - 3:45
8. Vater Unser - 4:27
9. The Line of the Dead - 4:57
10. Bulletfuck - 3:32
11. Human Error - 2:50
12. God Wrapped in Plastic - 3:56
13. History of Madness - 4:49
14. Shrunken Heads for All Occasions - 7:09
15. Hidden Track (Traccia Nascosta) - 4:07